# Katastralgemeinde Goggerwenig
Die Katastralgemeinde Goggerwenig ist eine von sechs Katastralgemeinden der Gemeinde Sankt Georgen am Längsee im Bezirk St. Veit an der Glan in Kärnten. Sie hat eine Fläche von 1.194,04 ha (Stand 31. Dezember 2023).
Die Katastralgemeinde gehört zum Sprengel des Vermessungsamtes Klagenfurt.

## Lage
Die Katastralgemeinde liegt im Westen der Gemeinde Sankt Georgen im Längsee, im Süden des Bezirks St. Veit an der Glan, östlich des Bezirkshauptorts. Landschaftlich umfasst sie Teile des Sankt Veiter Hügellandes sowie kleine Randbereiche des Zollfelds und der Launsdorfer Senke. Sie erstreckt sich von der Glan auf Höhe von Glandorf im Südosten bis nahe an den Längsee im Nordwesten, und von Siebenaich im Nordwesten bis Podeblach im Südosten. Die Katastralgemeinde erstreckt sich über eine Höhenlage von 462 m ü. A. an der Glan bis zu 723 m ü. A. am Passberg.

## Ortschaften
Wie häufig in Kärnten, verlaufen die Grenzen dieser Katastralgemeinde meist entlang von Wasserläufen und von Straßen und durchschneiden damit Siedlungen. Zur Gänze auf dem Gebiet der Katastralgemeinde Goggerwenig liegen die Ortschaften Dellach, Goggerwenig, Pirkfeld, Podeblach, Scheifling und Unterlatschach. Die Ortschaft Siebenaich liegt ebenfalls zu Gänze auf dem Gebiet der Katastralgemeinde Goggerwenig, bildet jedoch nur einen Teil des zwischen den Gemeinden Sankt Georgen am Längsee und Frauenstein geteilten gleichnamigen Ortes. Teilweise auf dem Gebiet der Katastralgemeinde Goggerwenig liegen die jeweils zur Gänze zur Gemeinde Sankt Georgen gehörenden Ortschaften Krottendorf, Sankt Peter, Taggenbrunn, Töplach und Tschirnig.

## Vermessungsamt-Sprengel
Die Katastralgemeinde gehört seit 1. Jänner 1998 zum Sprengel des Vermessungsamtes Klagenfurt. Davor war sie Teil des Sprengels des Vermessungsamtes St. Veit an der Glan.

## Geschichte
Ende des 18. Jahrhunderts wurden die Kärntner Steuergemeinden (später: Katastralgemeinden) gebildet und Steuerbezirken zugeordnet. Die Steuergemeinde Goggerwenig wurde Teil des Steuerbezirks Osterwitz.
Im Zuge der Reformen nach der Revolution 1848/49 wurden in Kärnten die Steuerbezirke aufgelöst und Ortsgemeinden gebildet, die jeweils das Gebiet einer oder mehrerer Steuergemeinden umfassten. Die Steuer- bzw. Katastralgemeinde Goggerwenig wurde Teil der Gemeinde Sankt Georgen. Die Größe der Katastralgemeinde wurde 1854 mit 2.106 Österreichischen Joch und 617 Klaftern (ca. 1211 ha) angegeben; damals lebten 305 Personen auf dem Gebiet der Katastralgemeinde.
1962 wurde die Katastralgemeinde um etwa 12 ha Fläche verkleinert; das betroffene Gebiet war durch die Glanregulierung nur mehr von St. Veiter Gebiet aus erreichbar und wurde an die Katastralgemeinde St. Veit an der Glan angegliedert. 1972 wurden etwa 2 ha an die Gemeinde Frauenstein abgetreten.
Die Katastralgemeinde Goggerwenig gehörte ab 1850 zum politischen Bezirk St. Veit an der Glan und zum Gerichtsbezirk Sankt Veit an der Glan. 1854 bis 1868 gehörte sie zum Gemischten Bezirk Sankt Veit an der Glan. Seit der Reform 1868 ist sie wieder Teil des politischen Bezirks St. Veit an der Glan und des Gerichtsbezirks Sankt Veit an der Glan.

## Siedlungsentwicklung
Zum Jahreswechsel 1979/1980 befanden sich in der Katastralgemeinde Goggerwenig insgesamt 134 Bauflächen mit 75.288 m² und 183 Gärten auf 362.299 m², 1989/1990 gab es 151 Bauflächen. 1999/2000 war die Zahl der Bauflächen auf 563 angewachsen und 2009/2010 bestanden 304 Gebäude auf 670 Bauflächen.

## Bodennutzung
Die Katastralgemeinde ist landwirtschaftlich geprägt. 698 Hektar wurden zum Jahreswechsel 1979/1980 landwirtschaftlich genutzt und 408 Hektar waren forstwirtschaftlich geführte Waldflächen. 1999/2000 wurde auf 672 Hektar Landwirtschaft betrieben und 413 Hektar waren als forstwirtschaftlich genutzte Flächen ausgewiesen. Ende 2018 waren 519 Hektar als landwirtschaftliche Flächen genutzt und Forstwirtschaft wurde auf 419 Hektar betrieben. Die durchschnittliche Bodenklimazahl von Goggerwenig beträgt 41,8 (Stand 2010).